# Uh… uh…
«Uh… uh…» (укр. «У...У...») — студійний альбом італійського співака та кіноактора Адріано Челентано, що вийшов 1982 року під лейблами «Clan Celentano» і «Ariola».

## Презентація
У лютому 1982 року Челентано вперше представив пісні з альбому «Jungla Di Citta» і «Conto su di te» в телепередачі «Domenica in» («У неділю») на каналі Rai 1, ведучим якої був Піппо Баудо, в присутності акторки Кароль Буке. Передача послужила презентацією фільму «Бінго-Бонго», у якому Челентано зіграв головну роль людини-мавпи, нового Тарзана.

## Складова
Композиції альбому представлені в жанрах електронної музики і року. Більшість пісень написав композитор Джанкарло Бігацці, аранжування створив Пінуччіо Піраццолі. Для бек-вокалу запросили відому італійську співачку Лоредану Берте (пісня «Niente di nuovo»). Автори останнього треку альбому «La donna di un re» — старший брат співака Алессандро Челентано і пісняр Крістіано Мінеллоно. Продюсером альбому став близький друг Адріано Мікі Дель Прете. 
Альбом містить 8 нових композицій. Дві пісні з альбому «Uh… uh…» і «Jungla Di Citta» стали саундтреками для фільму «Бінго-Бонго» (1982). Кадр фільму, що зображував головного персонажа на ім'я «Бінго-Бонго» поряд з ґратами, став оформленням до обкладинки.
Тексти пісень альбому торкалися різних тем. Заголовна пісня «Uh… uh…», написана Челентано, закликала до дбайливого ставлення до тварин. Пісня «Jungla di città» також торкалася теми гуманного ставлення до тварин і стосувалася соціальних проблем та екології. Вона звучала як послання, в якому Челентано і його персонаж по фільму «Бінго-Бонго» звертався до публіки з гаслом: «Досить зоологічних садів, клітин, акваріумів! Припиніть полювання! Припиніть викачувати нафту з землі!» Пісня «Conto su di te» піднімала теми стосунків батька і сина. Її Челентано присвятив своєму синові Джакомо, якому на той час виповнилося 16 років. Композиція «Uomo» торкалися теми любові.
До пісні «Uh… uh…» створений ремікс, який увійшов до альбому Челентано «Quel Punto» 1994 року.

## Реліз та запис
Альбом записувався у студії «Idea Recording». Спочатку альбом вийшов на LP-платівках у 33 оберти, потім перевидавалася, починаючи з 1995 року, на CD.

## Комерційні показники
Альбом посів 8 позицію в італійському чарті найкращих альбомів 1982 року. Єдиною піснею, що потрапила до італійського чарту найкращих синглів, стала «Uh… uh…», яка посіла 12 позицію у 1983 році.

## Трек-лист
Сторона «А»
| #  | Назва                                   | Автор                                 | Тривалість |
| -- | --------------------------------------- | ------------------------------------- | ---------- |
| 1. | «Giornata nein» (Поганий день)          | Джанкарло Бігацці                     | 4:52       |
| 2. | «Niente di nuovo» (Нічого нового)       | Джанкарло Бігацці, Пінуччіо Піраццолі | 4:58       |
| 3. | «Conto su di te» (Я розраховую на тебе) | Джанкарло Бігацці                     | 4:16       |
| 4. | «Solo» (Один)                           | Джанкарло Бігацці                     | 4:37       |

Сторона «Б»
| #     | Назва                              | Автор                                     | Тривалість |
| ----- | ---------------------------------- | ----------------------------------------- | ---------- |
| 5.    | «Uh… uh…» (У… у…)                  | Адріано Челентано                         | 5:22       |
| 6.    | «Jungla di città» (Джунглі міста)  | Джанкарло Бігацці                         | 4:55       |
| 7.    | «Uomo» (Людина)                    | Джанкарло Бігацці, Лучіо Фаббрі           | 4:26       |
| 8.    | «La donna di un re» (Жінка короля) | Алессандро Челентано, Крістіано Мінеллоно | 3:36       |
| 37:08 |                                    |                                           |            |

## Творці альбому
- Вокал — Адріано Челентано;
- Бас-гітара — Франко Бернарді;
- Бек-вокал — Лоредана Берте, Джорджо Манцоллі, Лелла Еспозіто, Лінда Веслі, Ліно Россі, Неймі Хакетт, Паоло Стеффан, Ренато Пареті, Сільвано Фоссаті;
- Ударні — Леле Мелотті;
- Гітара — Паоло Стеффан, Пінуччіо Піраццолі;
- Синтезатор («Fairlight») — Гаетано Леандро;
- Інженер — Джанфранко Лонго;
- Інженер (асистент інженера) — Антоніо Пізанелло;
- Композитор — Джанкарло Бігацці, Крістіано Мінеллоно, Адріано Челентано;
- Аранжування — Пінуччіо Піраццолі;
- Оформлення — Studio Grafico CGD;
- Фотограф — Лучано Локателлі;
- Продюсер — Мікі Дель Прете.

## Видання альбому
LP у 33 оберти і CD
| Назва                                 | Лейбл                                     | Номер                | Країна    | Рік      |
| ------------------------------------- | ----------------------------------------- | -------------------- | --------- | -------- |
| Uh…Uh… (LP, Album)                    | Clan Celentano                            | CLN 20324            | Італія    | 1982     |
| Uh… Uh… (Cass, Album)                 | Clan Celentano                            | 30 CLN 20324         | Італія    | 1982     |
| Uh… Uh… (LP, Album)                   | Ariola, Ariola                            | 205 191, 205 191—320 | Європа    | 1982     |
| Uh…Uh… (LP, Album)                    | BLAM                                      | 2022                 | Туреччина | 1982     |
| Uh!… Uh!… (CD, Album)                 | Clan Celentano                            | CLCD 314222          | Італія    | 1995     |
| Uh!… Uh!… (CD, Album, RE)             | Clan Celentano                            | SP 60962             | Італія    | 1995     |
| Uh!… Uh!… (CD, Album, RE)             | Clan Celentano, BMG                       | 74321 31422 2        | Європа    | 1995     |
| Uh… Uh… (CD, Album)                   | Clan Celentano                            | CLN 20282            | Італія    | 2002     |
| Uh… Uh… (CD, Album, RE)               | Clan Celentano                            | 497158 0             | Росія     | 2002     |
| Uh… Uh… (CD, Album)                   | Clan Celentano, Arnoldo Mondadori Editore | CLN 2088-CCC         | Італія    | 2011     |
| Uh!… Uh!… (CD, Album, RE)             | Universal                                 | 3259130004984        | Італія    | 2012     |
| Uh!… Uh!… (CD, Album, RE, Unofficial) | Clan Celentano                            | SP 60962             | Росія     | невідомо |

## Сингли
7 пісень альбому виходили як сингли на 7-дюймових LP-платівках у різних країнах Європи. В Італії та Німеччині випускалася платівка з піснями «Uh… Uh…» і «Jungla Di Città». Також в Італії виходила платівка з піснями «Jungla Di Città» і «Niente Di Nuovo». Під лейблом «Ariola» випускалися платівки з піснями «Giornata Nein/La donna di un re» і «Conto Su Di Te/Jungla Di Città». Пісню з альбому «Uomo» разом з композицією «Amore no» (1979) видавала в СРСР у 1983—1985 роках на одній платівці фірма «Мелодія» під назвою «Люди/Ты больше не моя».
| Назва                                                   | Лейбл          | Номер                | Країна     | Рік  |
| ------------------------------------------------------- | -------------- | -------------------- | ---------- | ---- |
| Uh… Uh…/Jungla Di Città (7")                            | Clan Celentano | CLN 10442            | Італія     | 1982 |
| Uh… Uh…/Jungla Di Città (7", Jukebox)                   | Clan Celentano | YD 635               | Італія     | 1982 |
| Uh… Uh…/Jungla Di Città (7", Single)                    | Ariola, Ariola | 104 957, 104 957—100 | Німеччина  | 1982 |
| Jungla Di Città/Niente Di Nuovo (7", 45 RPM, Jukebox)   | Clan Celentano | YD 636               | Італія     | 1982 |
| Giornata Nein/La donna di un re (7", 45 RPM, Single)    | Ariola, Ariola | 104 721, 104 721—100 | Європа     | 1982 |
| Conto Su Di Te/Jungla Di Città (7", Single)             | Ariola         | 105 296              | Португалія | 1983 |
| Conto Su Di Te/Jungla Di Città (7", Single)             | Ariola, Ariola | 105 296, 105 296—100 | Європа     | 1983 |
| Люди/Ты Больше Не Моя (Uomo/Amore no) (7")              | Мелодия        | С62 20395 004        | СРСР       | 1983 |
| Люди/Ты Больше Не Моя (Uomo/Amore no) (7")              | Мелодия        | С62 20395 004        | СРСР       | 1983 |
| Люди/Ты Больше Не Моя (Uomo/Amore no) (7")              | Мелодия        | С62 20395 004        | СРСР       | 1983 |
| Люди/Ты Больше Не Моя (Uomo/Amore no) (7")              | Мелодия        | С62 20395 004        | СРСР       | 1983 |
| Люди/Ты Больше Не Моя (Uomo/Amore no) (7", Red)         | Мелодия        | С62 20395 004        | СРСР       | 1983 |
| Люди/Ты Больше Не Моя (Uomo/Amore no) (Flexi, 7", Mono) | Мелодия        | Г62—09679-80         | СРСР       | 1983 |
| Люди/Ты Больше Не Моя (Uomo/Amore no) (Flexi, 7", Mono) | Мелодия        | Г62—09679-80         | СРСР       | 1983 |
| Люди/Ты Больше Не Моя (Uomo/Amore no) (7", RP)          | Мелодия        | С62 20395 004        | СРСР       | 1984 |
| Люди/Ты Больше Не Моя (Uomo/Amore no) (7", RP)          | Мелодия        | С62 20395 004        | СРСР       | 1984 |
| Люди/Ты Больше Не Моя (Uomo/Amore no) (7", Whi)         | Мелодия        | С62 20395 004        | СРСР       | 1984 |
| Люди/Ты Больше Не Моя (Uomo/Amore no) (7", RE)          | Мелодия        | С62 20395 004        | СРСР       | 1985 |